# Tale e quale show (quarta edizione)
La quarta edizione del talent show Tale e quale show è andata in onda dal 12 settembre al 7 novembre 2014 per otto prime serate su Rai 1, sempre con la conduzione di Carlo Conti, ed è andata in onda anche in alta definizione su Rai HD e in replica la domenica su Rai Premium. Al termine di questa edizione è andata in onda la terza serie del torneo, in cui si sono sfidati i tre migliori concorrenti della categoria uomini e della categoria donne di questa edizione con i tre migliori concorrenti della categoria uomini e della categoria donne dell'edizione precedente.
In questa edizione il numero dei concorrenti è passato da dieci a dodici e le esibizioni canore sono state undici, vista l'introduzione dei duetti, che hanno visto impegnati due concorrenti allo stesso tempo.
La quarta edizione è stata vinta da Serena Rossi, si classifica al secondo posto Valerio Scanu, segue al terzo posto Matteo Becucci.

## Cast

### Concorrenti

#### Uomini
- Luca Barbareschi
- Matteo Becucci
- Alessandro Greco
- Pino Insegno
- Gianni Nazzaro
- Valerio Scanu

#### Donne
- Michela Andreozzi
- Raffaella Fico
- Rita Forte
- Roberta Giarrusso
- Veronica Maya
- Serena Rossi

#### Fuori gara
- Gabriele Cirilli

### Giudici
La giuria è composta da:
- Loretta Goggi[2]
- Christian De Sica
- Claudio Lippi

### Coach
Coach dei concorrenti vip sono:
- Maria Grazia Fontana: vocal coach
- Pinuccio Pirazzoli: maestro d'orchestra
- Emanuela Aureli: imitatrice
- Fabrizio Mainini: coreografo
- Daniela Loi: vocal coach
- Silvio Pozzoli: vocal coach

## Puntate

### Prima puntata
| Ordine | Canzone e cantante imitato            | Concorrente       | Punteggio | De Sica | Goggi | Lippi | Concorrenti |
| ------ | ------------------------------------- | ----------------- | --------- | ------- | ----- | ----- | ----------- |
| 10     | The Right Thing - Mick Hucknall       | Matteo Becucci    | 56        | 15      | 15    | 16    | 10          |
| 6      | New York, New York - Liza Minnelli    | Rita Forte        | 54        | 12      | 12    | 10    | 20          |
| 9      | Gente come noi - Ivana Spagna         | Roberta Giarrusso | 47        | 16      | 16    | 15    | -           |
| 3      | Ragazza di periferia - Anna Tatangelo | Serena Rossi      | 41        | 13      | 14    | 9     | 5           |
| 2      | L'essenziale - Marco Mengoni          | Alessandro Greco  | 36        | 9       | 13    | 14    | -           |
| 5      | Tu sei lei - Ligabue                  | Luca Barbareschi  | 35        | 11      | 11    | 13    | -           |
| 4      | Whenever, Wherever - Shakira          | Raffaella Fico    | 35        | 10      | 9     | 11    | 5           |
| 7      | Angelo - Francesco Renga              | Valerio Scanu     | 34        | 14      | 8     | 12    | -           |
| 6      | New York, New York - Frank Sinatra    | Gianni Nazzaro    | 27        | 8       | 7     | 7     | 5           |
| 1      | Comprami - Viola Valentino            | Veronica Maya     | 26        | 7       | 6     | 8     | 5           |
| 11     | L'immensità - Johnny Dorelli          | Pino Insegno      | 25        | 5       | 5     | 5     | 10          |
| 8      | The Way We Were - Barbra Streisand    | Michela Andreozzi | 22        | 6       | 10    | 6     | -           |

Ospiti: Anna Tatangelo e Vanessa Incontrada

Duetto della puntata: Gianni Nazzaro e Rita Forte hanno interpretato Frank Sinatra e Liza Minnelli con New York, New York.

### Seconda puntata
| Ordine | Canzone e cantante imitato               | Concorrente       | Punteggio | De Sica | Goggi | Lippi | Concorrenti |
| ------ | ---------------------------------------- | ----------------- | --------- | ------- | ----- | ----- | ----------- |
| 2      | Arriverà - Kekko Silvestre               | Alessandro Greco  | 50        | 11      | 14    | 15    | 10          |
| 4      | Quando nasce un amore - Anna Oxa         | Valerio Scanu     | 49        | 16      | 15    | 13    | 5           |
| 8      | Che sarà - José Feliciano                | Matteo Becucci    | 45        | 15      | 16    | 14    | -           |
| 2      | Arriverà - Emma                          | Roberta Giarrusso | 44        | 10      | 13    | 16    | 5           |
| 7      | Happy - Pharrell Williams                | Serena Rossi      | 43        | 13      | 11    | 9     | 10          |
| 9      | Vacanze romane - Antonella Ruggiero      | Michela Andreozzi | 42        | 14      | 7     | 11    | 10          |
| 10     | Wrecking Ball - Miley Cyrus              | Veronica Maya     | 41        | 12      | 12    | 12    | 5           |
| 11     | L'istrione - Charles Aznavour            | Gianni Nazzaro    | 32        | 8       | 9     | 10    | 5           |
| 5      | Se mi lasci non vale - Julio Iglesias    | Luca Barbareschi  | 26        | 9       | 10    | 7     | -           |
| 6      | Montagne verdi - Marcella Bella          | Raffaella Fico    | 25        | 5       | 5     | 5     | 10          |
| 3      | What a Wonderful World - Louis Armstrong | Pino Insegno      | 23        | 7       | 8     | 8     | -           |
| 1      | Non voglio mica la luna - Fiordaliso     | Rita Forte        | 18        | 6       | 6     | 6     | -           |

Duetto della puntata: Alessandro Greco e Roberta Giarrusso hanno interpretato Kekko dei Modà ed Emma con Arriverà.

### Terza puntata
| Ordine | Canzone e cantante imitato                   | Concorrente       | Punteggio | De Sica | Goggi | Lippi | Concorrenti |
| ------ | -------------------------------------------- | ----------------- | --------- | ------- | ----- | ----- | ----------- |
| 5      | Overjoyed e Isn't She Lovely - Stevie Wonder | Valerio Scanu     | 58        | 16      | 16    | 16    | 10          |
| 2      | Can't Get You Out of My Head - Kylie Minogue | Roberta Giarrusso | 45        | 14      | 11    | 15    | 5           |
| 1      | Non vivo più senza te - Biagio Antonacci     | Matteo Becucci    | 44        | 12      | 13    | 9     | 10          |
| 4      | Voglia 'e turna' - Teresa De Sio             | Serena Rossi      | 44        | 15      | 15    | 14    | -           |
| 6      | Via con me e Azzurro - Paolo Conte           | Luca Barbareschi  | 41        | 11      | 14    | 11    | 5           |
| 7      | Delilah - Tom Jones                          | Gianni Nazzaro    | 41        | 13      | 10    | 13    | 5           |
| 3      | Strada facendo - Claudio Baglioni            | Alessandro Greco  | 39        | 10      | 12    | 12    | 5           |
| 10     | Umbrella - Rihanna                           | Raffaella Fico    | 32        | 7       | 8     | 7     | 10          |
| 9      | Semo gente de borgata - Wilma Goich          | Michela Andreozzi | 28        | 8       | 7     | 8     | 5           |
| 11     | Zingara - Iva Zanicchi                       | Rita Forte        | 28        | 9       | 9     | 10    | -           |
| 9      | Semo gente de borgata - Edoardo Vianello     | Pino Insegno      | 23        | 6       | 6     | 6     | 5           |
| 8      | Per sempre - Nina Zilli                      | Veronica Maya     | 15        | 5       | 5     | 5     | -           |

Duetto della puntata: Pino Insegno e Michela Andreozzi hanno interpretato I Vianella (Edoardo Vianello e Wilma Goich) con Semo gente de borgata.

### Quarta puntata
| Ordine | Canzone e cantante imitato             | Concorrente       | Punteggio | De Sica | Cirilli | Lippi | Concorrenti |
| ------ | -------------------------------------- | ----------------- | --------- | ------- | ------- | ----- | ----------- |
| 7      | Perdere l'amore - Massimo Ranieri      | Gianni Nazzaro    | 55        | 13      | 13      | 14    | 15          |
| 1      | La tua ragazza sempre - Irene Grandi   | Roberta Giarrusso | 49        | 12      | 16      | 16    | 5           |
| 2      | Nel sole - Al Bano                     | Valerio Scanu     | 49        | 14      | 15      | 15    | 5           |
| 8      | Tous les mêmes - Stromae               | Alessandro Greco  | 46        | 15      | 14      | 12    | 5           |
| 5      | Arthur's Theme - Christopher Cross     | Matteo Becucci    | 44        | 16      | 12      | 11    | 5           |
| 9      | Bette Davis Eyes - Kim Carnes          | Rita Forte        | 43        | 11      | 9       | 13    | 10          |
| 11     | All Night Long - Lionel Richie         | Luca Barbareschi  | 36        | 10      | 11      | 10    | 5           |
| 4      | Siamo donne - Jo Squillo               | Veronica Maya     | 29        | 9       | 8       | 7     | 5           |
| 4      | Siamo donne - Sabrina Salerno          | Raffaella Fico    | 24        | 7       | 6       | 6     | 5           |
| 6      | Ramaya - Afric Simone                  | Pino Insegno      | 24        | 8       | 7       | 9     | -           |
| 3      | Single Ladies - Beyoncé                | Serena Rossi      | 20        | 5       | 10      | 5     | -           |
| 10     | L'aria del sabato sera - Loretta Goggi | Michela Andreozzi | 19        | 6       | 5       | 8     | -           |

Nota: Gabriele Cirilli ha sostituito Loretta Goggi nella giuria, assente per motivi personali.

Ospiti: Elena Sofia Ricci

Duetto della puntata: Veronica Maya e Raffaella Fico hanno interpretato Jo Squillo e Sabrina Salerno con Siamo donne.

### Quinta puntata
| Ordine | Canzone e cantante imitato               | Concorrente       | Punteggio | De Sica | Goggi | Lippi | Concorrenti |
| ------ | ---------------------------------------- | ----------------- | --------- | ------- | ----- | ----- | ----------- |
| 3      | Vorrei incontrarti fra cent'anni - Ron   | Matteo Becucci    | 54        | 15      | 15    | 14    | 10          |
| 3      | Vorrei incontrarti fra cent'anni - Tosca | Serena Rossi      | 54        | 13      | 16    | 15    | 10          |
| 4      | Via dei Ciclamini - Orietta Berti        | Valerio Scanu     | 51        | 16      | 14    | 16    | 5           |
| 10     | I Will Survive - Gloria Gaynor           | Michela Andreozzi | 44        | 14      | 12    | 8     | 10          |
| 1      | Sei nell'anima - Gianna Nannini          | Raffaella Fico    | 39        | 11      | 13    | 10    | 5           |
| 2      | Hot N Cold - Katy Perry                  | Roberta Giarrusso | 36        | 9       | 11    | 11    | 5           |
| 6      | Ricominciamo - Adriano Pappalardo        | Gianni Nazzaro    | 33        | 12      | 9     | 12    | -           |
| 11     | Non me lo so spiegare - Tiziano Ferro    | Alessandro Greco  | 30        | 10      | 7     | 13    | -           |
| 8      | Father and Son - Cat Stevens             | Luca Barbareschi  | 27        | 8       | 10    | 9     | -           |
| 9      | Milord - Milva                           | Rita Forte        | 27        | 7       | 5     | 5     | 10          |
| 5      | Bad Romance - Lady Gaga                  | Veronica Maya     | 25        | 6       | 8     | 6     | 5           |
| 7      | Andamento lento - Tullio De Piscopo      | Pino Insegno      | 18        | 5       | 6     | 7     | -           |

Ospiti: Camila Raznovich

Duetto della puntata: Matteo Becucci e Serena Rossi hanno interpretato Ron e Tosca con Vorrei incontrarti fra cent'anni.

### Sesta puntata
| Ordine | Canzone e cantante imitato                        | Concorrente       | Punteggio | De Sica | Goggi | Lippi | Concorrenti |
| ------ | ------------------------------------------------- | ----------------- | --------- | ------- | ----- | ----- | ----------- |
| 2      | Without You - Mariah Carey                        | Serena Rossi      | 53        | 16      | 16    | 16    | 5           |
| 6      | Unforgettable - Natalie Cole                      | Rita Forte        | 47        | 15      | 12    | 15    | 5           |
| 4      | Immobile - Alessandra Amoroso                     | Roberta Giarrusso | 47        | 14      | 15    | 13    | 5           |
| 7      | Solo3min - Giuliano Sangiorgi                     | Valerio Scanu     | 43        | 13      | 13    | 12    | 5           |
| 6      | Unforgettable - Nat King Cole                     | Luca Barbareschi  | 42        | 12      | 11    | 14    | 5           |
| 3      | 50 Special - Cesare Cremonini                     | Alessandro Greco  | 39        | 11      | 14    | 9     | 5           |
| 9      | Girls Just Want to Have Fun - Cyndi Lauper        | Michela Andreozzi | 34        | 10      | 9     | 10    | 5           |
| 5      | Dedicato - Loredana Bertè                         | Veronica Maya     | 32        | 8       | 8     | 11    | 5           |
| 8      | È bello ave' 'na donna dentro casa - Aldo Fabrizi | Pino Insegno      | 31        | 9       | 10    | 7     | 5           |
| 10     | Scende la pioggia - Gianni Morandi                | Gianni Nazzaro    | 31        | 7       | 6     | 8     | 10          |
| 11     | Zombie - Dolores O'Riordan                        | Raffaella Fico    | 21        | 5       | 5     | 6     | 5           |
| 1      | Gloria - Umberto Tozzi                            | Matteo Becucci    | 18        | 6       | 7     | 5     | -           |

Ospiti: Gigi Proietti

Duetto della puntata: Luca Barbareschi e Rita Forte hanno interpretato Nat King Cole e Natalie Cole con Unforgettable.

### Settima puntata
| Ordine | Canzone e cantante imitato                                     | Concorrente       | Punteggio | De Sica | Goggi | Lippi | Concorrenti |
| ------ | -------------------------------------------------------------- | ----------------- | --------- | ------- | ----- | ----- | ----------- |
| 10     | Ritornerai e Onda su onda - Bruno Lauzi                        | Matteo Becucci    | 52        | 12      | 14    | 11    | 15          |
| 2      | Luce (Tramonti a nord est) - Elisa                             | Serena Rossi      | 48        | 16      | 16    | 16    | -           |
| 9      | Always - Jon Bon Jovi                                          | Valerio Scanu     | 48        | 15      | 15    | 13    | 5           |
| 4      | Upside Down - Diana Ross                                       | Rita Forte        | 44        | 14      | 10    | 10    | 10          |
| 7      | I Belong to You (Il Ritmo della Passione) - Eros Ramazzotti    | Alessandro Greco  | 43        | 11      | 13    | 14    | 5           |
| 6      | Try - Pink                                                     | Roberta Giarrusso | 41        | 10      | 11    | 15    | 5           |
| 3      | I migliori anni della nostra vita - Renato Zero                | Luca Barbareschi  | 37        | 13      | 12    | 12    | -           |
| 8      | That's Amore - Dean Martin                                     | Gianni Nazzaro    | 32        | 9       | 9     | 9     | 5           |
| 7      | I Belong to You (Il Ritmo della Passione) - Anastacia          | Raffaella Fico    | 29        | 8       | 8     | 8     | 5           |
| 11     | Life on Mars e Starman - David Bowie                           | Veronica Maya     | 25        | 6       | 7     | 7     | 5           |
| 1      | Su di noi - Pupo                                               | Michela Andreozzi | 24        | 7       | 6     | 6     | 5           |
| 5      | Non c'è più niente da fare e Una lacrima sul viso - Bobby Solo | Pino Insegno      | 15        | 5       | 5     | 5     | -           |

Duetto della puntata: Alessandro Greco e Raffaella Fico hanno interpretato Eros Ramazzotti e Anastacia con I Belong to You (Il Ritmo della Passione).

### Ottava puntata
| Ordine | Canzone e cantante imitato                                  | Concorrente       | Punteggio | De Sica | Goggi | Lippi | Concorrenti |
| ------ | ----------------------------------------------------------- | ----------------- | --------- | ------- | ----- | ----- | ----------- |
| 5      | Thriller - Michael Jackson                                  | Serena Rossi      | 69        | 15      | 15    | 14    | 25          |
| 2      | Per colpa di chi? - Zucchero                                | Alessandro Greco  | 50        | 14      | 14    | 12    | 10          |
| 4      | Amor mio - Mina                                             | Rita Forte        | 48        | 16      | 16    | 16    | -           |
| 6      | Meraviglioso - Domenico Modugno                             | Gianni Nazzaro    | 40        | 13      | 9     | 13    | 5           |
| 12     | Sempre - Gabriella Ferri                                    | Michela Andreozzi | 37        | 11      | 11    | 15    | -           |
| 9      | Your Song - Elton John                                      | Matteo Becucci    | 33        | 9       | 12    | 7     | 5           |
| 1      | Ma che freddo fa - Nada                                     | Roberta Giarrusso | 32        | 10      | 8     | 9     | 5           |
| 11     | Born in the USA e Dancing in the Dark - Bruce Springsteen   | Luca Barbareschi  | 29        | 8       | 10    | 11    | -           |
| 10     | Buonasera (Signorina) e Eri piccola così - Fred Buscaglione | Pino Insegno      | 29        | 6       | 13    | 10    | -           |
| 7      | Una ragione di più - Ornella Vanoni                         | Valerio Scanu     | 29        | 12      | 6     | 6     | 5           |
| 3      | Let's Get Loud - Jennifer Lopez                             | Raffaella Fico    | 27        | 7       | 7     | 8     | 5           |
| 8      | Material Girl - Madonna                                     | Veronica Maya     | 15        | 5       | 5     | 5     | -           |

Note: la puntata è stata dedicata interamente all'AIRC;

Veronica Maya, che si è inizialmente esibita per ottava, si è poi riesibita ultima a causa di un incidente con l'abito.

Ospiti: Rosalia Misseri, Rocco Papaleo e Sergio Friscia

### Cinque punti dei concorrenti
| Puntata | Andreozzi | Barbareschi | Becucci   | Fico  | Forte       | Giarrusso | Greco       | Insegno   | Maya      | Nazzaro | Rossi     | Scanu   |
| ------- | --------- | ----------- | --------- | ----- | ----------- | --------- | ----------- | --------- | --------- | ------- | --------- | ------- |
| 1       | Insegno   | Fico        | Forte     | Forte | Nazzaro     | Forte     | Rossi       | Maya      | Insegno   | Forte   | Becucci   | Becucci |
| 2       | Maya      | Rossi       | Rossi     | Scanu | Fico        | Greco     | Giarrusso   | Andreozzi | Andreozzi | Nazzaro | Greco     | Fico    |
| 3       | Insegno   | Barbareschi | Giarrusso | Scanu | Becucci     | Becucci   | Nazzaro     | Andreozzi | Fico      | Greco   | Scanu     | Fico    |
| 4       | Greco     | Forte       | Forte     | Scanu | Giarrusso   | Becucci   | Barbareschi | Nazzaro   | Nazzaro   | Maya    | Nazzaro   | Fico    |
| 5       | Rossi     | Forte       | Rossi     | Scanu | Giarrusso   | Forte     | Andreozzi   | Andreozzi | Maya      | Becucci | Becucci   | Fico    |
| 6       | Rossi     | Forte       | Nazzaro   | Scanu | Barbareschi | Greco     | Insegno     | Giarrusso | Nazzaro   | Maya    | Andreozzi | Fico    |
| 7       | Becucci   | Becucci     | Giarrusso | Scanu | Becucci     | Forte     | Forte       | Greco     | Nazzaro   | Maya    | Andreozzi | Fico    |
| 8       | Rossi     | Rossi       | Giarrusso | Scanu | Greco       | Becucci   | Rossi       | Rossi     | Rossi     | Nazzaro | Greco     | Fico    |

### Risultati

#### Classifica dei giudici
| Posizione | Concorrente       | Punti totali |
| --------- | ----------------- | ------------ |
| 1         | Serena Rossi      | 372          |
| 2         | Valerio Scanu     | 361          |
| 3         | Matteo Becucci    | 346          |
| 4         | Roberta Giarrusso | 341          |
| 5         | Alessandro Greco  | 333          |
| 6         | Rita Forte        | 309          |
| 7         | Gianni Nazzaro    | 291          |
| 8         | Luca Barbareschi  | 273          |
| 9         | Michela Andreozzi | 250          |
| 10        | Raffaella Fico    | 232          |
| 11        | Veronica Maya     | 208          |
| 12        | Pino Insegno      | 188          |

#### Classifica categoria Uomini
| Posizione | Concorrente      | Punti totali |
| --------- | ---------------- | ------------ |
| 1         | Valerio Scanu    | 361          |
| 2         | Matteo Becucci   | 346          |
| 3         | Alessandro Greco | 333          |
| 4         | Gianni Nazzaro   | 291          |
| 5         | Luca Barbareschi | 273          |
| 6         | Pino Insegno     | 188          |

- Valerio Scanu, Matteo Becucci e Alessandro Greco proseguono la gara nella terza serie di Tale e quale show - Il torneo.
- Gianni Nazzaro, Luca Barbareschi e Pino Insegno vengono eliminati.

#### Classifica categoria Donne
| Posizione | Concorrente       | Punti totali |
| --------- | ----------------- | ------------ |
| 1         | Serena Rossi      | 372          |
| 2         | Roberta Giarrusso | 341          |
| 3         | Rita Forte        | 309          |
| 4         | Michela Andreozzi | 250          |
| 5         | Raffaella Fico    | 232          |
| 6         | Veronica Maya     | 208          |

- Serena Rossi, Roberta Giarrusso e Rita Forte proseguono la gara nella terza serie di Tale e quale show - Il torneo.
- Michela Andreozzi, Raffaella Fico e Veronica Maya vengono eliminate.

## Le "Mission Impossible" di Gabriele Cirilli
Gabriele Cirilli, partecipante alle prime due edizioni del programma, al torneo dei campioni e fuori gara con le Mission Impossible nella terza edizione, nella quarta si è di nuovo esibito anche lui settimanalmente, non gareggiando con gli altri concorrenti.
| Puntata | Esibizione                                     | Esito          | Note |
| ------- | ---------------------------------------------- | -------------- | --- |
| Prima   | No One - Suor Cristina                         | Prova superata | Gabriele Cirilli si è esibito interpretando dal vivo Suor Cristina, mentre le interpretazioni (registrate in precedenza) di J-Ax, Noemi, Piero Pelù e Raffaella Carrà sono state trasmesse in contemporanea per permettergli di interpretare in contemporanea all'esibizione sul palco anche le reazioni che i quattro i giudici di The Voice of Italy avevano avuto durante le blind auditions. |
| Seconda | Maracanã - Emis Killa                          | Prova superata | |
| Terza   | Rise Like A Phoenix - Conchita Wurst           | Prova superata | |
| Quarta  | O' sole mio - Il Volo                          | Prova superata | Così come per l'esibizione dei Ricchi e Poveri, dei Bee Gees, dei Beatles e degli ABBA, Gabriele Cirilli ha interpretato dal vivo Piero Barone, mentre le interpretazioni di Ignazio Boschetto e Gianluca Ginoble erano pre-registrate e mandate in parallelo. |
| Quinta  | YMCA - Village People                          | Prova superata | Così come per l'esibizione dei Ricchi e Poveri, dei Bee Gees, dei Beatles, degli ABBA e de Il Volo, Gabriele Cirilli ha interpretato dal vivo Victor Willis, mentre le interpretazioni di Felipe Rose, Alex Briley, David Hodo, Randy Jones, Glenn Hughes, erano pre-registrate e mandate in parallelo.                                                                                          |
| Sesta   | Memory - Susan Boyle                           | Prova superata | |
| Settima | Wannabe - Spice Girls                          | Prova superata | Gabriele Cirilli si è esibito interpretando dal vivo Geri Halliwell, mentre le altre componenti sono state interpretate dal vivo da Ludovica Caramis (Victoria Adams Beckham), Eleonora Cortini (Melanie C), Francesca Fichera (Melanie B) e Laura Forgia (Emma Bunton). |
| Ottava  | Non amarmi - Aleandro Baldi e Francesca Alotta | Prova superata | Così come per l'esibizione di Al Bano e Romina Power e di Wess e Dori Ghezzi, Gabriele Cirilli è stato truccato e vestito letteralmente a metà: durante i pezzi di Aleandro Baldi veniva inquadrato da sinistra (la parte truccata come Aleandro), mentre durante i pezzi di Francesca Alotta veniva inquadrato da destra (la parte truccata come Francesca).                                    |

## Ascolti
| Puntata | Diretta Rai 1     | Telespettatori | Share  | Replica Rai Premium | Telespettatori | Share |
| ------- | ----------------- | -------------- | ------ | ------------------- | -------------- | ----- |
| 1       | 12 settembre 2014 | 5 477 000      | 26,74% | 14 settembre 2014   | N.D.           | 1,12% |
| 2       | 19 settembre 2014 | 5 739 000      | 27,11% | 22 settembre 2014   | N.D.           | 1,17% |
| 3       | 26 settembre 2014 | 6 091 000      | 27,76% | 29 settembre 2014   | N.D.           | 1,53% |
| 4       | 3 ottobre 2014    | 6 112 000      | 26,78% | 6 ottobre 2014      | N.D.           | 1,15% |
| 5       | 17 ottobre 2014   | 5 888 000      | 25,04% | 20 ottobre 2014     | N.D.           | 1,37% |
| 6       | 24 ottobre 2014   | 5 338 000      | 23,03% | 27 ottobre 2014     | 430 000        | 1,92% |
| 7       | 31 ottobre 2014   | 5 320 000      | 24,51% | 2 novembre 2014     | 577 000        | 2,56% |
| 8       | 7 novembre 2014   | 6 653 000      | 28,54% | 9 novembre 2014     | 474 000        | 2,06% |
| Media   | Media             | 5 827 000      | 26,18% | Media               | N.D.           | N.D.  |

- Nota: con una media di 5 827 000 telespettatori, questa edizione è la più vista della storia del programma.